# Craig Hosmer

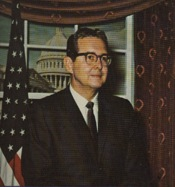
Craig Hosmer

Chester Craig Hosmer (* 6. Mai 1915 in Brea, Kalifornien; † 11. Oktober 1982 an Bord eines Kreuzfahrtschiffes) war ein US-amerikanischer Politiker. Zwischen 1953 und 1974 vertrat er den Bundesstaat Kalifornien im US-Repräsentantenhaus.

## Werdegang
Craig Hosmer besuchte die öffentlichen Schulen seiner Heimat und studierte danach bis 1937 an der University of California. Nach einem anschließenden Jurastudium an der University of Michigan und der University of Southern California und seiner 1940 erfolgten Zulassung als Rechtsanwalt begann er in Long Beach in diesem Beruf zu arbeiten. Im Juli 1940 trat Hosmer in die US Navy ein, in der er bis zum Konteradmiral der Reserve aufstieg. Nach dem Zweiten Weltkrieg fungierte er als Anwalt für die Atombehörde in Los Alamos. Im Jahr 1948 arbeitete er auch für den Bundesstaatsanwalt für New Mexico. Danach kehrte er nach Long Beach zurück, um sich wieder als privater Rechtsanwalt zu betätigen.
Gleichzeitig begann Hosmer als Mitglied der Republikanischen Partei eine politische Laufbahn. 1950 kandidierte er noch erfolglos für den Kongress. Bei den Kongresswahlen des Jahres 1952 wurde er dann aber im 18. Wahlbezirk von Kalifornien in das US-Repräsentantenhaus in Washington, D.C. gewählt, wo er am 3. Januar 1953 die Nachfolge von Clyde Doyle antrat. Nach zehn Wiederwahlen konnte er bis zu seinem Rücktritt am 31. Dezember 1974 fast elf Legislaturperioden im Kongress absolvieren. Seit 1963 vertrat er dort den damals neu eingerichteten 32. Distrikt seines Staates. In seine Zeit als Kongressabgeordneter fielen unter anderem die Bürgerrechtsbewegung, der Kalte Krieg, der Vietnamkrieg und die Watergate-Affäre.
1974 verzichtete Hosmer auf eine weitere Kandidatur. Zwischen 1975 und 1979 war er Präsident des American Nuclear Energy Council mit Sitz in der Bundeshauptstadt Washington. Er starb am 11. Oktober 1982 an Bord eines nach Mexiko fahrenden Kreuzfahrtschiffes und wurde auf dem Nationalfriedhof Arlington beigesetzt.